# Нисбет, Кевин
Кевин Нисбет (англ. Kevin Nisbet; род. 8 марта 1997, Глазго) — шотландский футболист, нападающий клуба «Миллуол» и сборной Шотландии. Участник чемпионата Европы 2020.

## Клубная карьера
Нисбет — воспитанник клубов «Хиберниан» и «Партик Тисл». В 2014 году он был включён в заявку последнего клуба. В 2015 году для получения игровой практики Нисбет был арендован «Ист Стерлингшир». 28 февраля в матче против «Куинз Парк» он дебютировал во Второй лиге Шотландии. В этом же поединке Кевин забил свой первый гол за «Ист Стерлингшир». По окончании аренды Нисбет вернулся в «Партик Тисл».  19 сентября в матче против «Росс Каунти» он дебютировал шотландской Премьер-лиге. Летом 2016 года Нисбет был арендован «Эр Юнайтед». 13 августа в матче против «Куин оф зе Саут» он дебютировал в шотландском Чемпионшипе. В этом же поединке Кевин забил свой первый гол за «Эр Юнайтед». После окончания аренды Нисбет вернулся в «Партик Тисл», но не смог выиграть конкуренцию за место в основном составе. В 2018 году он вновь ушел в аренду в «Дамбартон», но там он себя никак не проявил. Летом того же года Нисбет на правах свободного агента подписал соглашение с клубом «Рэйт Роверс». 4 августа в матче против «Странраера» он дебютировал в Первой лиге Шотландии. 11 августа в поединке против «Стенхаусмюира» Кевин сделал «дубль», забив первые голы за «Рэйт Роверс». По итогам сезона он забил 29 мячей и стал лучшим бомбардиром сезона.
Летом 2019 года Нисбет перешёл в «Данфермлин Атлетик». 2 августа в матче против «Данди Юнайтед» он дебютировал за новый клуб. В этом же поединке Кевин забил свой первый гол за «Данфермлин Атлетик». 30 ноября в матче против своего бывшего клуба «Партик Тисл» он сделал «покер». По итогам сезона с 18 мячами Кевин стал вторым лучшим бомбардиром чемпионата.
Летом 2020 года Нисбет вернулся в родной «Хиберниан», подписав контракт на 4 года. 1 августа в матче против «Килмарнок» он дебютировал за новую команду. 8 августа в поединке против «Ливингстона» Кевин сделал хет-трик, забив свои первые голы за «Хиберниан». В первом сезоне в «Хибс» нападающий сразу стал лучшим бомбардиром команды, забив 18 голов в 45 матчах. Сезон 2022\23 был омрачён серьёзной травмой футболиста, из-за чего он принял участие всего в 19-и матчах чемпионата и тем не менее снова стал самым результативным игроком команды, забив 12 мячей. Ещё зимой футболиста попытался выкупить английский «Миллуол», но сам Кевин пожелал остаться в команде, сообщив руководству, что хочет перейти в английский клуб летом.
Летом 2023 года Нисбет перешёл в «Миллуол», сумма трансфера со всеми бонусами составит 2 миллиона фунтов. Дебютировал за «львов» 5 августа того же года в матче против «Мидлсбро», первый гол забил уже 26 августа в ворота «Сток Сити». В начале февраля 2024-о года футболист получил тяжёлую травму подколенного сухожилия и выбыл на несколько месяцев. В мае 2024-о года Кевин был отстранён от команды по дисциплинарным причинам.

## Карьера в сборной
31 марта 2021 в отборочном матче чемпионата мира 2022 против сборной Фарерских островов Нисбет дебютировал за сборную Шотландии. 2 июня в товарищеском матче против сборной Нидерландов он забил свой первый гол за национальную команду. В том же году Нисбет принял участие в чемпионате Европы. На турнире он сыграл в матчах против сборных Чехии, Англии и Хорватии.

### Голы за сборную Шотландии
| #   | Дата        | Место                          | Противник  | Счёт | Результат | Соревнование      |
| --- | ----------- | ------------------------------ | ---------- | ---- | --------- | ----------------- |
| 01. | 2 июня 2021 | Алгарве, Фару/Лоле, Португалия | Нидерланды | 1:2  | 2:2       | Товарищеский матч |